# 1875 in Zwitserland

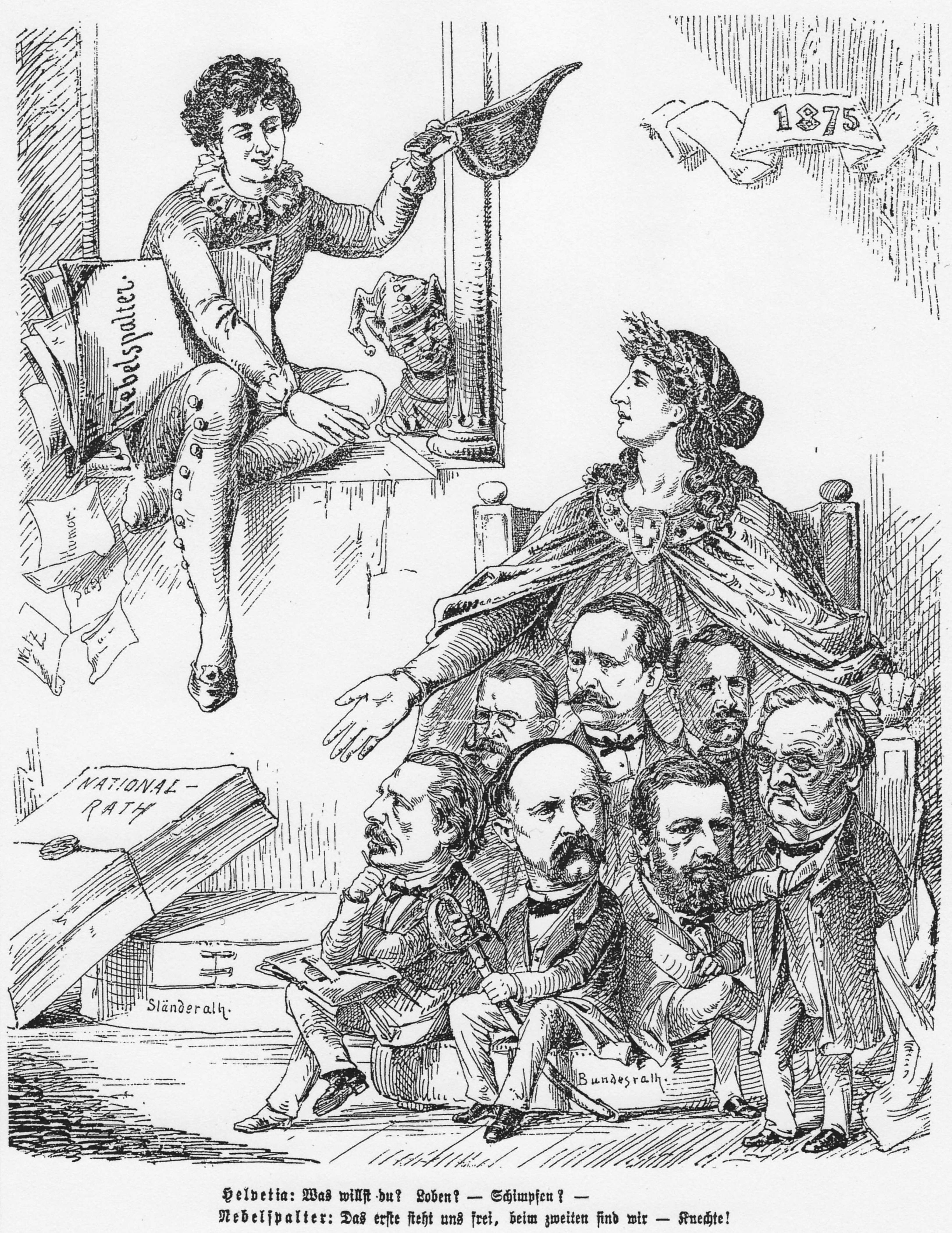
Karikatuur van de leden van de Bondsraad in het nieuwe satirische blad Nebelspalter uit 1875.

Dit artikel beschrijft het verloop van 1875 in Zwitserland.

## Ambtsbekleders
De Bondsraad was in 1875 samengesteld als volgt:
| Naam | Naam                         | Partij    | Kanton       | Functie                                                                            |
| ---- | ---------------------------- | --------- | ------------ | ---------------------------------------------------------------------------------- |
|      | Johann Jakob Scherer         | radicalen | Zürich       | Bondspresident in 1875; hoofd van het Departement van Politieke Zaken              |
|      | Eugène Borel                 | radicalen | Neuchâtel    | Vicebondspresident in 1875; hoofd van het Departement van Posterijen en Telegrafie |
|      | Karl Schenk                  | radicalen | Bern         | Hoofd van het Departement van Spoorwegen en Handel                                 |
|      | Emil Welti                   | radicalen | Aargau       | Hoofd van het Departement van Militaire Zaken                                      |
|      | Paul Cérésole                | radicalen | Vaud         | Hoofd van het Departement van Justitie en Politie                                  |
|      | Melchior Josef Martin Knüsel | radicalen | Luzern       | Hoofd van het Departement van Binnenlandse Zaken                                   |
|      | Wilhelm Matthias Naeff       | radicalen | Sankt Gallen | Hoofd van het Departement van Financiën en Douane                                  |

De Bondsvergadering werd voorgezeten door:
| Naam | Naam             | Partij                    | Kanton          | Functie                                                             |
| ---- | ---------------- | ------------------------- | --------------- | ------------------------------------------------------------------- |
|      | Louis Ruchonnet  | radicalen                 | Vaud            | Voorzitter van de Nationale Raad (tot 20 maart 1875)                |
|      | Jakob Stämpfli   | radicalen                 | Bern            | Voorzitter van de Nationale Raad (van 7 juni tot 18 september 1875) |
|      | Emil Frey        | radicalen                 | Bazel-Landschap | Voorzitter van de Nationale Raad (vanaf 7 december 1875)            |
|      | Alphons Koechlin | conservatieve katholieken | Bazel-Stad      | Voorzitter van de Kantonsraad (tot 20 maart 1875)                   |
|      | Gottlieb Ringier | gematigde liberalen       | Aargau          | Voorzitter van de Kantonsraad (van 7 juni tot 18 september 1875)    |
|      | Numa Droz        | radicalen                 | Aargau          | Voorzitter van de Kantonsraad (van 6 tot 24 december 1875)          |

## Gebeurtenissen

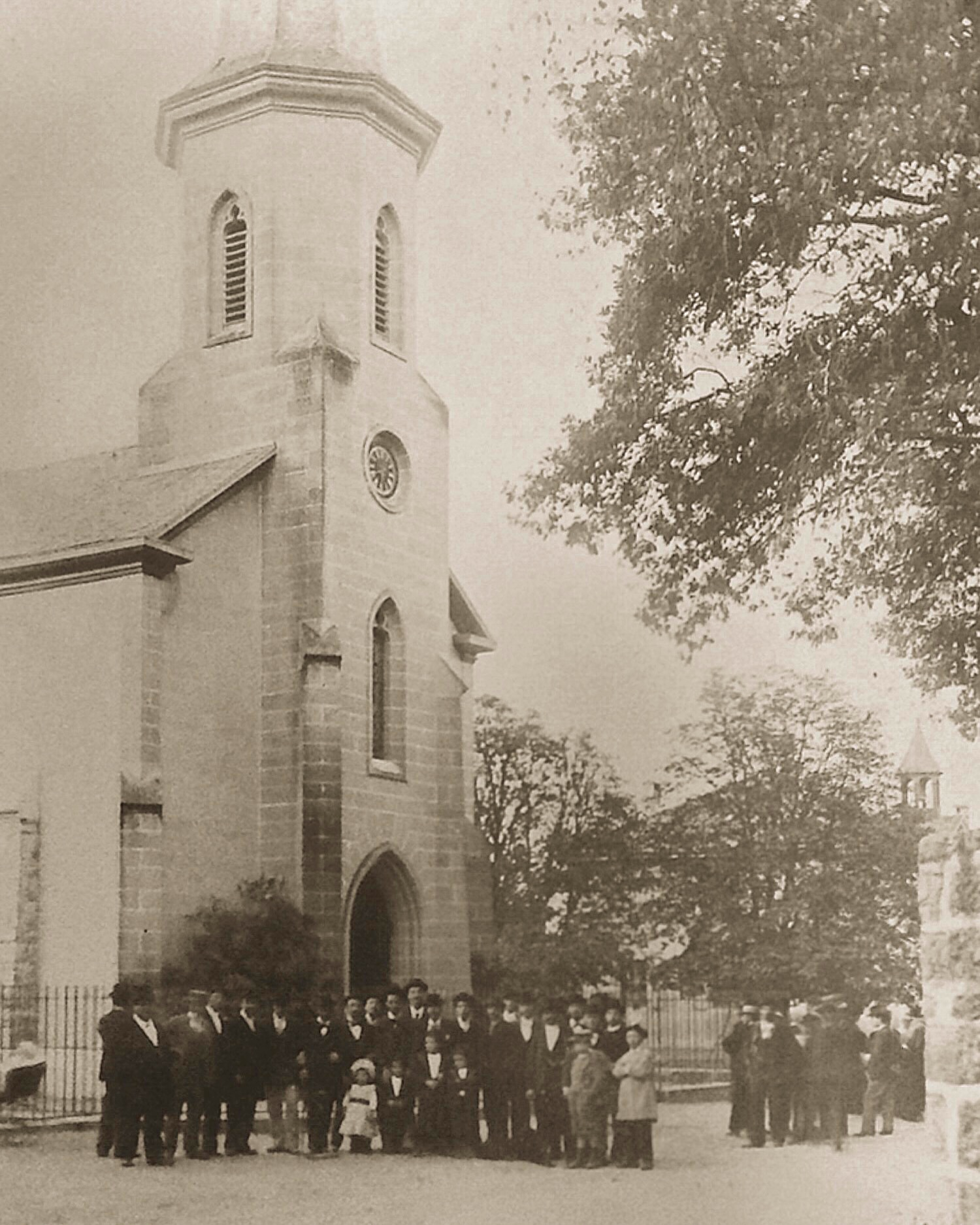
De kerk van Pregny, 17 augustus 1875.

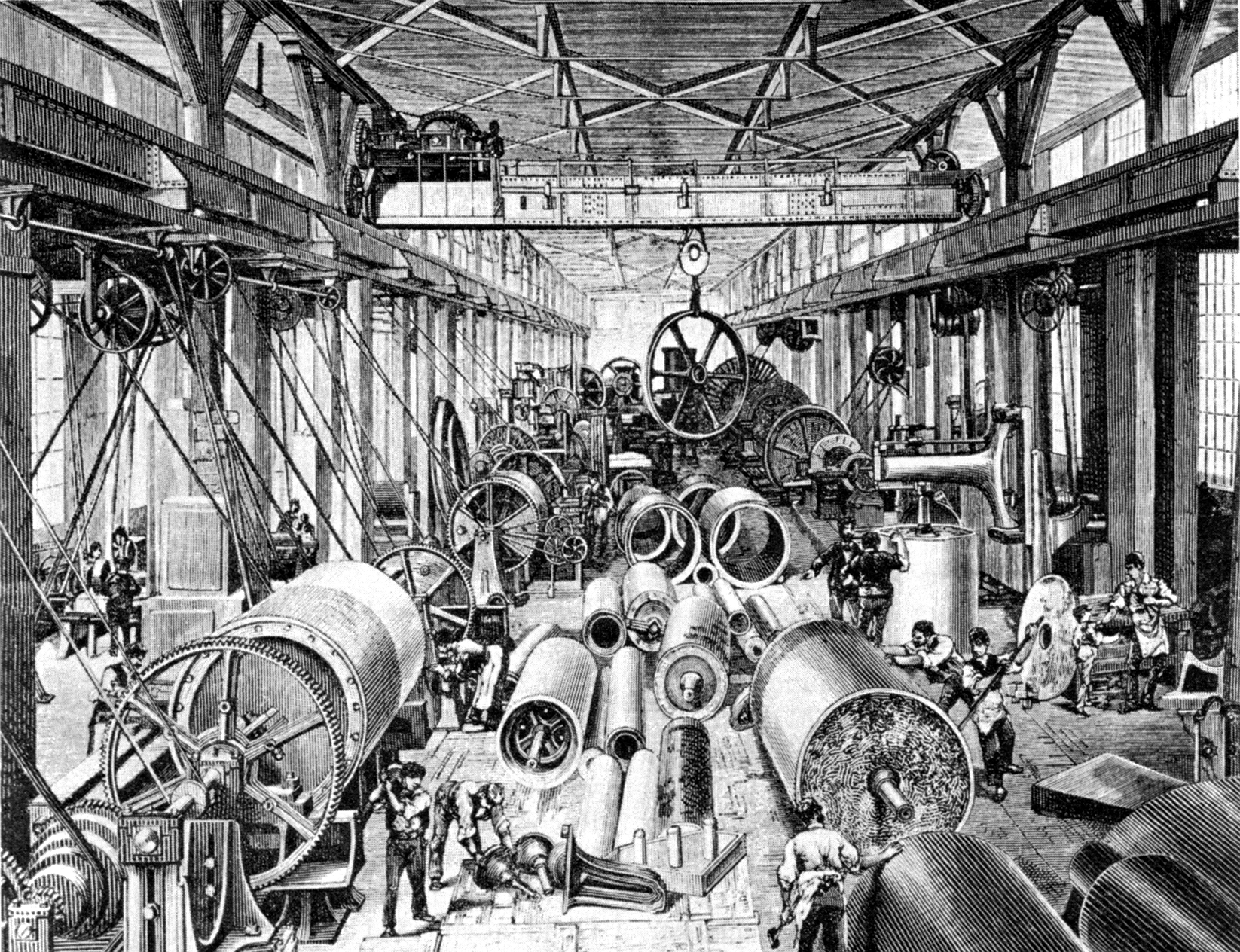
De montagehal van de fabriek van Escher Wyss & Cie. in Zürich in 1875.

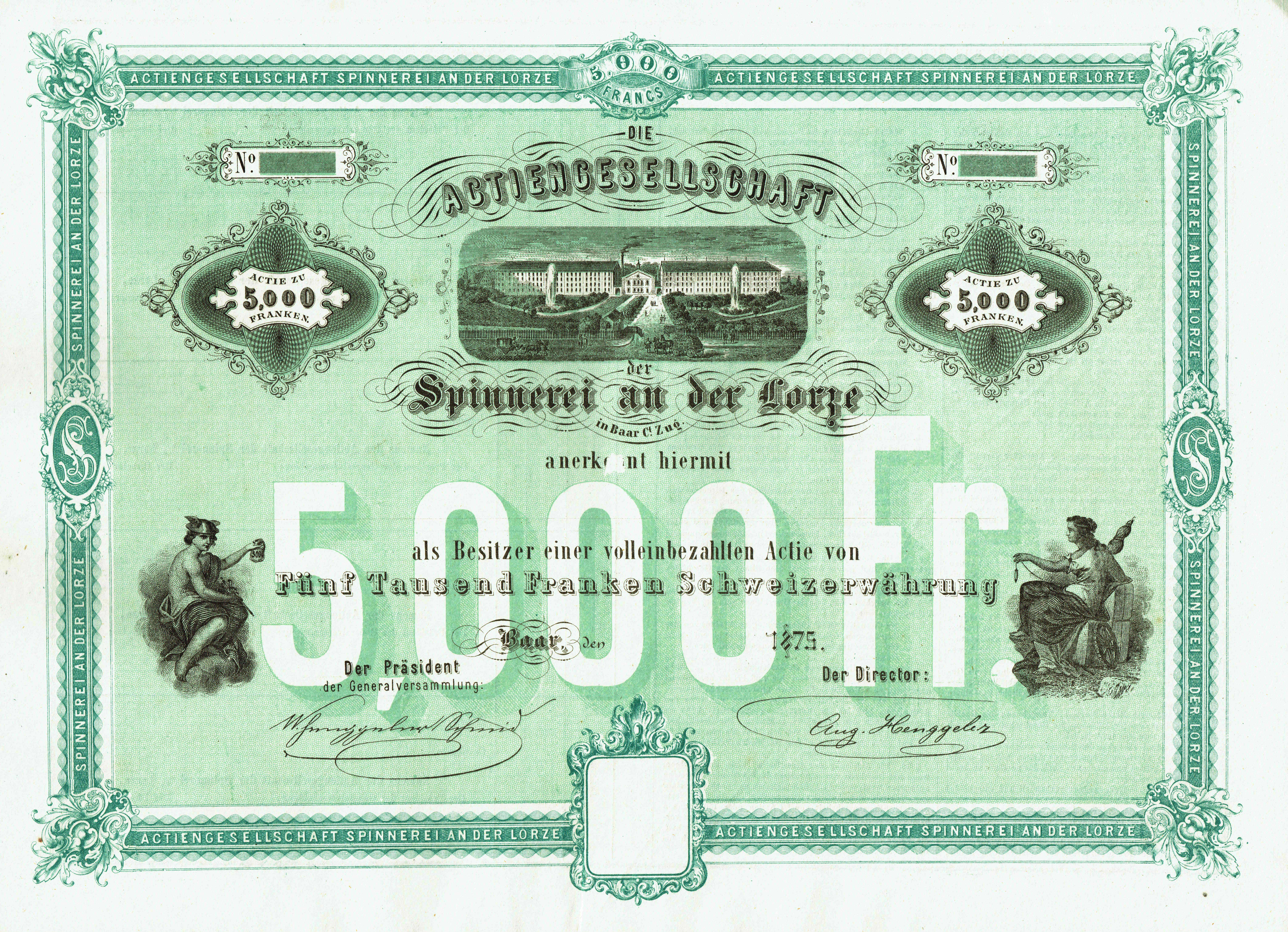
Aandeel van de Spinnerei an der Lorze uit 1875.

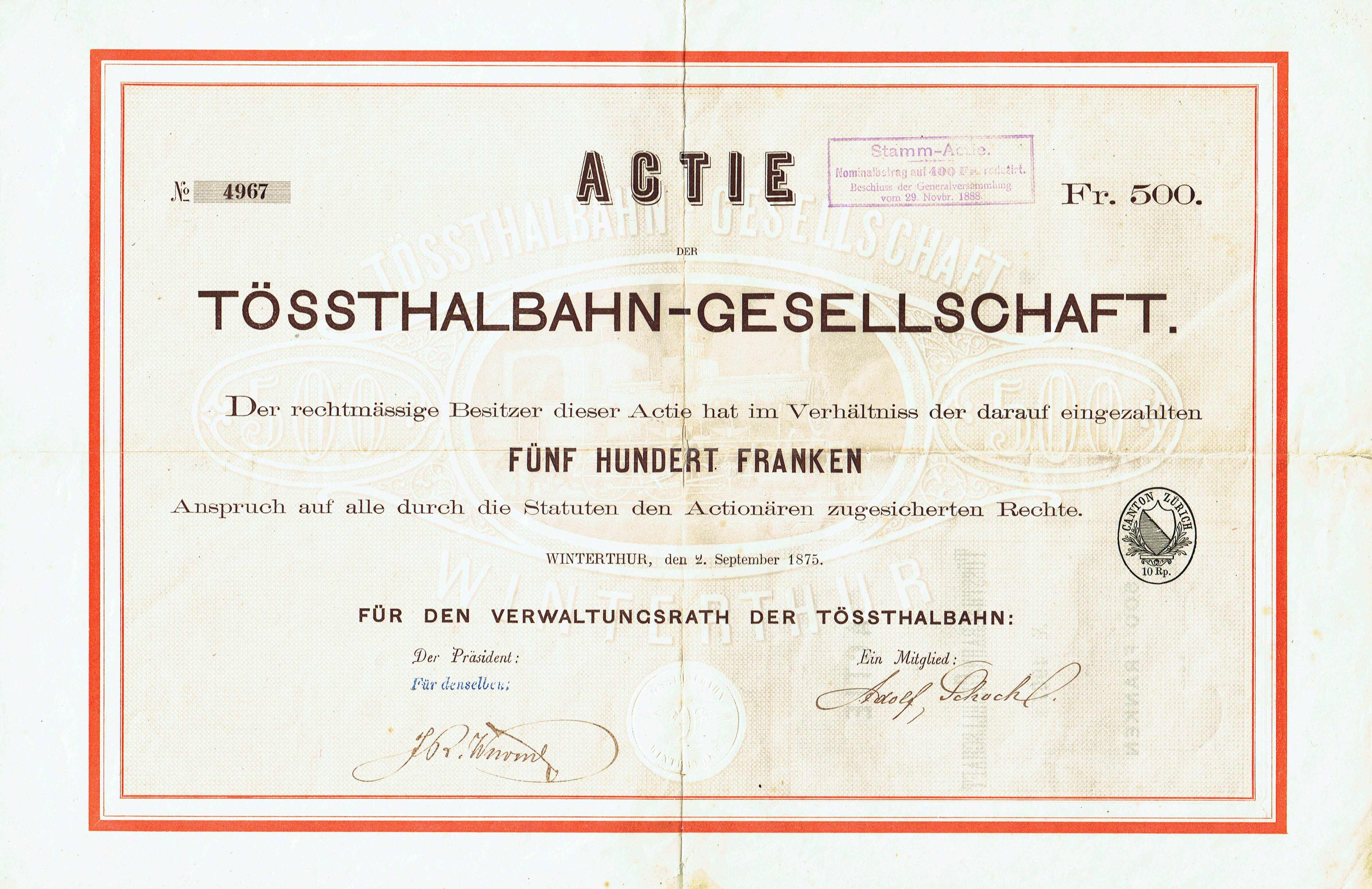
Aandeel van de Tösstalbahn uit 1875.

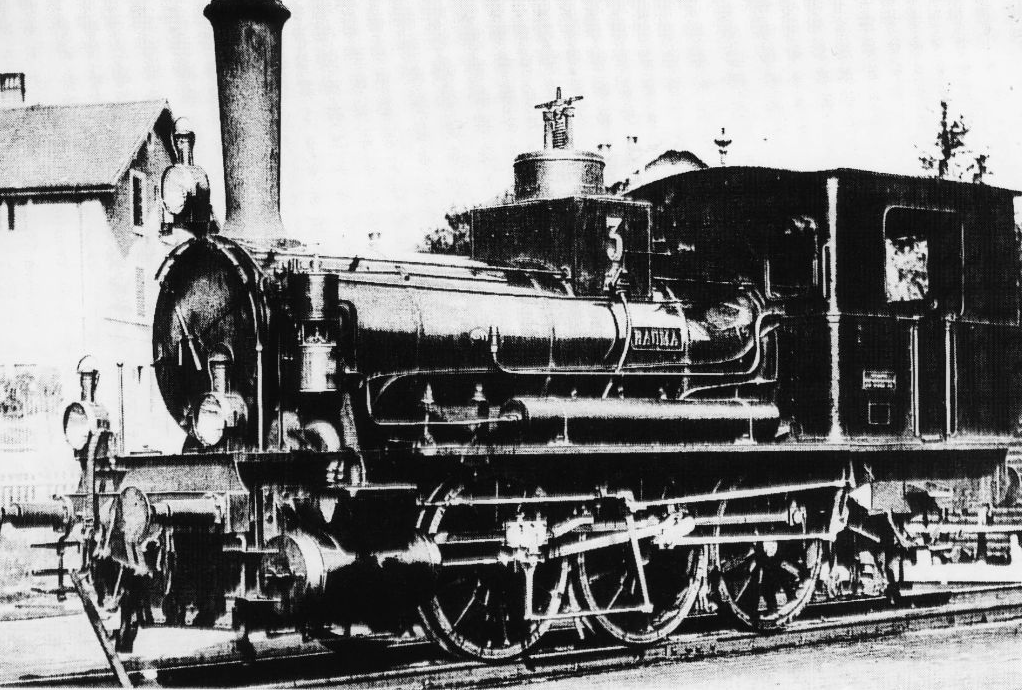
De locomotief Bauma, gebouwd in 1875 in een fabriek in Winterthur (kanton Zürich).

- Het Stadtorchester Winterthur wordt opgericht.
- Jules Louis Audemars en Edward Auguste Piguet richten het horlogebedrijf Audemars Piguet op.

### Januari
- 1 januari: Het satirische blad Nebelspalter verschijnt voor het eerst.
- 26 januari: Inwerkingtreding van de federale wet op militaire pensioenen en schadevergoedingen.

### Mei
- 4 mei: Het eerste onderdeel van de spoorlijn Winterthur - Rüti tussen Winterthur en Bauma (kanton Zürich) wordt opengesteld.
- 23 mei: Voor het eerst in de Zwitserse geschiedenis vindt er een facultatief referendum plaats over nieuwe Zwitserse wetgeving. Bij dit referendum keurt de Zwitserse bevolking de kieswet af met 207.263 neestemmen (50,6%) tegen 202.583 jastemmen (49,4%). De wet op de burgerlijke stand, de registers van de burgerlijke stand en het burgerlijk huwelijk wordt wel goedgekeurd, met 213.199 stemmen voor (51,0%) en 205.069 stemmen tegen (49,0%).
- 26 mei: Tussen Burgdorf (kanton Bern) en Derendingen (kanton Solothurn) wordt het eerste gedeelte van de spoorlijn Solothurn - Langnau geopend.

### Juni
- 4 juni: De Arth-Rigi-Bahn wordt plechtig ingehuldigd.

### Juli
- 1 juli: De Wereldpostunie, met hoofdzetel in Bern (kanton Bern), gaat van start met haar werkzaamheden.
- 1 juli: De spoorlijn tussen Vallorbe en Pontarlier wordt in dienst genomen, waardoor Parijs nu rechtstreeks met Lausanne is verbonden per spoor.
- 3 juli: Er wordt een wet aangenomen waardoor Zwitserland vanaf 1 januari 1877 overschakelt op het metriek stelsel. De meter, liter en kilogram zullen dan hun intrede doen in gans Zwitserland. Eerder sloot Zwitserland zich ook aan bij de Meterconventie.
- 28 juli: De ordediensten van het kanton Uri slaan een opstand neer van de arbeiders van de Gotthardtunnel. Hun tussenkomst kost vier arbeiders het leven.

### Augustus
- 2 augustus: De Bözbergtunnel wordt in gebruik genomen.
- 11 augustus: Het grootste deel van de spoorlijn Bern - Luzern wordt ingehuldigd.

### September
- 1 september: Inwerkingtreding van de wet op het spoorwegenvervoer.
- 20 september: De Linksufrige Zürichseebahn wordt in dienst genomen.
- 23 september: De spoorlijn van Delémont naar Bazel wordt ingehuldigd.

### Oktober
- 31 oktober: Bij de Zwitserse parlementsverkiezingen van 1875 komen voor het eerst lijsten van socialistische strekking op.

### November
- 1 november: Inwerkingtreding van de federale wet inzake de onderhouds- en begrafeniskosten van de armen.
- 10 november: Inwerkingtreding van de wet op de aansprakelijkheid van spoorweg- en stoombootmaatschappijen voor ongevallen met doden of gewonden.

### December
- 10 december: Bij de Zwitserse Bondsraadsverkiezingen van 1875 worden voor het eerst tezelfdertijd drie nieuwe Bondsraadsleden verkozen. Het gaat om Fridolin Anderwert uit het kanton Thurgau, Joachim Heer uit het kanton Glarus en Bernhard Hammer uit het kanton Solothurn. Zij volgen de zittende Bondsraadsleden Wilhelm Matthias Naeff, Melchior Josef Martin Knüsel en Eugène Borel op, die zich niet herverkiesbaar hadden gesteld. Naeff zetelde 27 jaar in de Bondsraad en was de laatste zetelend lid van de eerste zeven leden die in 1848 in de Bondsraad waren verkozen. Knüsel zetelde gedurende 20 jaar, terwijl Borel slechts drie jaar Bondsraadslid is geweest.
- 18 december: Numa Droz uit het kanton Neuchâtel wordt verkozen als opvolger van Bondsraadslid Paul Cérésole. Hierdoor zullen per 1 januari 1876 vier nieuwe Bondsraadsleden aantreden, wat nog nooit eerder was gebeurd.

## Geboren
- 16 februari: Anna Tumarkin, Russisch-Zwitserse filosofe (overl. 1951)
- 2 juni: Anna Burg, schrijfster (overl. 1950)
- 27 juni: August Egger, jurist en hoogleraar (overl. 1954)
- 26 juli: Carl Gustav Jung, psychiater en psycholoog (overl. 1961)

## Overleden
- 14 januari: Johann Jakob Müller, fysioloog en natuurkundige (geb. 1848)
- 12 februari: Amélie Munier-Romilly, kunstschilderes (geb. 1788)
- 7 maart: Charles Chossat, fysioloog (geb. 1796)
- 22 maart: Martin Kothing, jurist en historicus (geb. 1815)
- 21 mei: Jules Martin, advocaat en politicus (geb. 1824)
- 20 juni: Louis Bonjour, advocaat en politicus (geb. 1823)
- 26 juni: Josephine Zehnder-Stadlin, lerares en pedagoge (geb. 1806)
- 14 juli: Guillaume Henri Dufour, generaal (geb. 1787)
- 29 juli: Emma Brenner-Kron, schrijfster (geb. 1823)
- 27 oktober: Jean-François Lachat, journalist en uitgever (geb. 1807)
- 12 november: Johann Jakob Blumer, rechter, rechtsgeleerde, archivaris, redacteur, bestuurder en politicus (geb. 1819)
- 14 november: Werner Munzinger, etnoloog en cartograaf (geb. 1832)
- 20 december: Adolphe Pictet, schrijver (geb. 1799)

1848
· 1849
· 1850
· 1851
· 1852
· 1853
· 1854
· 1855
· 1856
· 1857
· 1858
· 1859
· 1860
· 1861
· 1862
· 1863
· 1864
· 1865
· 1866
· 1867
· 1868
· 1869
· 1870
· 1871
· 1872
· 1873
· 1874
· 1875
· 1876
· 1877
· 1878
· 1879
· 1880
· 1881
· 1882
· 1883
· 1884
· 1885
· 1886
· 1887
· 1888
· 1889
· 1890
· 1891
· 1892
· 1893
· 1894
· 1895
· 1896
· 1897
· 1898
· 1899
· 1900
· 1901
· 1902
· 1903
· 1904
· 1905
· 1906
· 1907
· 1908
· 1909
· 1910
· 1911
· 1912
· 1913
· 1914
· 1915
· 1916
· 1917
· 1918
· 1919
· 1920
· 1921
· 1922
· 1923
· 1924
· 1925
· 1926
· 1927
· 1928
· 1929
· 1930
· 1931
· 1932
· 1933
· 1934
· 1935
· 1936
· 1937
· 1938
· 1939
· 1940
· 1941
· 1942
· 1943
· 1944
· 1945
· 1946
· 1947
· 1948
· 1949
· 1950
· 1951
· 1952
· 1953
· 1954
· 1955
· 1956
· 1957
· 1958
· 1959
· 1960
· 1961
· 1962
· 1963
· 1964
· 1965
· 1966
· 1967
· 1968
· 1969
· 1970
· 1971
· 1972
· 1973
· 1974
· 1975
· 1976
· 1977
· 1978
· 1979
· 1980
· 1981
· 1982
· 1983
· 1984
· 1985
· 1986
· 1987
· 1988
· 1989
· 1990
· 1991
· 1992
· 1993
· 1994
· 1995
· 1996
· 1997
· 1998
· 1999
· 2000
· 2001
· 2002
· 2003
· 2004
· 2005
· 2006
· 2007
· 2008
· 2009
· 2010
· 2011
· 2012
· 2013
· 2014
· 2015
· 2016
· 2017
· 2018
· 2019
· 2020
· 2021
· 2022
· 2023